# ريتشارد مريديث (لاعب هوكي الجليد)
ريتشارد مريديث (بالإنجليزية: Richard Meredith)‏ هو لاعب هوكي جليد أمريكي، ولد في 22 ديسمبر 1932 في ساوث بند في الولايات المتحدة.
لعب مريديث الهوكي في جامعة منيسوتا. وفاز بالميدالية الفضية في دورة الألعاب الأولمبية الشتوية عام 1956 والميدالية الذهبية في دورة الألعاب الأولمبية الشتوية عام 1960.
توفي مريديث بسبب المرض في 6 فبراير 2025، عن عمر يناهز 92 عامًا.

## وصلات خارجية
- ريتشارد مريديث على موقع EliteProspects.com (الإنجليزية)
- ريتشارد مريديث على موقع HockeyDB.com (الإنجليزية)
- ريتشارد مريديث على موقع أوليمبيديا (الإنجليزية)